# Zafferana Etnea
Zafferana Etnea település Olaszországban, Szicília régióban, Catania megyében. Lakosainak száma 9324 fő (2023. január 1.). Zafferana Etnea Aci Sant’Antonio, Acireale, Adrano, Belpasso, Biancavilla, Bronte, Castiglione di Sicilia, Giarre, Maletto, Pedara, Randazzo, Santa Venerina, Trecastagni, Viagrande, Nicolosi, Sant’Alfio és Milo községekkel határos.

## Népesség
A település lakossága az elmúlt években az alábbi módon változott:
| Lakosok száma | 9562 | 9607 | 9324 |
|               | 2017 | 2018 | 2023 |